# Juanma del Olmo
Juan Manuel del Olmo Ibáñez, né le 15 mars 1982, est un homme politique espagnol membre de Podemos.
Il est élu député de la circonscription de Valladolid lors des élections générales de décembre 2015.

## Biographie

### Études et profession
Après avoir obtenu son diplôme en développement d'applications informatiques au CENEC en 2002 à Madrid, il commence à travailler dans le secteur privé puis comme autoentrepreneur et consultant dans les nouvelles technologies. Il participe à la création de différentes coopératives liées à l'économie sociale et au développement de logiciels libres.
Il fonde, en 2006, le journal numérique d'information Tercera Información. En 2012, il est l'un des deux cofondateurs de la marque de vêtement 198, créée dans l'optique d'offrir un style particulier aux personnes revendiquant un changement politique et institutionnel en Espagne.

### Activités politiques
Il s'inscrit à Podemos dans la première partie de l'année 2014 et devient membre de la commission nationale de l'élargissement et des groupements locaux. En novembre 2014, lors du premier congrès du parti, il est élu membre du conseil citoyen national — le parlement interne du parti — et désigné responsable des activités internes du secrétariat général, dirigé par Pablo Iglesias. En juillet 2015, il est inclus sur les listes de Podemos et parachuté comme tête de liste dans la circonscription de Valladolid en vue des élections générales de décembre 2015,,. Élu au Congrès des députés après que sa liste a remporté l'un des cinq sièges en jeu, il est choisi comme porte-parole adjoint à la commission de l'Éducation et du Sport, membre suppléant de la députation permanente et membre de la commission de la Défense. Il est promu porte-parole titulaire en avril 2016. Réélu lors du scrutin anticipé de juin 2016, il conserve ses attributions jusqu'en décembre suivant. Il devient alors porte-parole adjoint et deuxième secrétaire de la commission bicamérale chargée de la Sécurité nationale, ainsi que membre la commission de l'Intérieur et titulaire de la députation permanente.
À l'occasion du deuxième congrès de Podemos, en février 2017, il est nommé secrétaire aux Communication et aux Technologies de l'information.